# Curly Lambeau
Curly Lambeau født Earl Louis Lambeau (født 9. April 1898, død 1. Juni 1965) var en amerikansk fodboldspiller og -træner der sammen med George Whitney Calhoun grundlagde Green Bay Packersholdet i 1919; holdets nuværende hjemmebane hedder Lambeau Field.
Lambeau blev som den første hædret ved optagelse i Pro Football Hall of Fame i 1963. Han var i en kort periode i 1950'erne hovedtræner for Washington Redskins.